# Burghausen (Münnerstadt)
Burghausen ist ein Gemeindeteil der Stadt Münnerstadt im unterfränkischen Landkreis Bad Kissingen in Bayern.

## Geographische Lage
Das Kirchdorf liegt 8 km nordöstlich von Bad Kissingen und 2 km westlich von Münnerstadt, am 404 m hohen Michelsberg. Die durch den Ort verlaufende Kreisstraße KG 20 führt westwärts nach Bad Bocklet und mündet südwärts nahe Münnerstadt in die Bundesstraße 287 nach Bad Kissingen und Richtung Schweinfurt.

## Geschichte
Im Jahre 1186 wurde der Ort erstmals in einer Urkunde erwähnt. Bereits im Mittelalter wurden Weinberge in Ortsnähe angelegt. Im 19. Jahrhundert wurde der Weinbau wieder aufgegeben. Eine Kapelle bestand schon 1720 in der Ortsmitte. 1875 wurde die heutige Kirche St. Michael erbaut.
Die bis dahin selbstständige Gemeinde wurde am 1. Januar 1972 nach Münnerstadt eingegliedert.

## Sehenswürdigkeiten
- Reste der Fliehburg auf dem Michelsberg, Abschnittsbefestigung Michelsberg, auch Grapfeldonoburg genannt
- Ruine der 1806 durch Blitzeinschlag zerstörten Michaelskapelle auf dem Berg

## Söhne und Töchter der Stadt
- Johannes Ferdinand Hehn (1873–1932), römisch-katholischer Theologe